# Йеремия Георгиадис
Йеремия (на гръцки: Ιερεμίας, Йеремияс) е гръцки духовник, епископ на Вселенската патриаршия.

## Биография
Роден е около 1800 година в махалата Потомопон на понтийското село Адиса (днес Йълдъз край Торул, вилает Гюмюшхане). Племенник е на митрополит Теофил Халдийски (1831 - 1864). Замонашва се в понтийския манастир „Света Богородица Гумера“. Учил се в училището на Божигробския метох в Цариград под опеката на архиепископ Йеротей Таворски, който го ръкополага за дякон. Той възстановява манастира „Свети Георги Хеноски“ (църквата Чакъркая) близо до село Келория или Левкопетра (днес село Чакъркая, вилает Гиресун). Служи като протосингел на халдийския митрополит.
На 14 февруари 1860 година е ръкоположен в патриаршеската катедрала „Свети Георги“ във Фенер за титулярен мирски епископ, викарий на Халдийската митрополия. Ръкополагането е извършено от патриарх Йеротей Антиохийски, в съслужение с митрополитите Софроний Амасийски, Константий Бурсенски, Матей Самоковски, Агатангел Зворнишки. На 27 ноември 1864 година е избран за епископ на Никопол. Умира в епархията си през октомври 1878 година.